# Thersitina inopinata
Thersitina inopinata is een eenoogkreeftjessoort uit de familie van de Ergasilidae. De wetenschappelijke naam van de soort is voor het eerst geldig gepubliceerd in 1937 door Percival.